# Стоктън (Калифорния)
Вижте пояснителната страница за други значения на Стоктън.
Стоктън (на английски: Stockton) е град, окръжен център на окръг Сан Уакин в щата Калифорния, САЩ.
Има население от 243 771 жители (преброяване 2000), а общата му площ е 144,9 км² (56 мили²). Стоктън е 13-ият по население град в Калифорния и 4-тият във вътрешността на щата след Сакраменто, Фресно и Бейкърсфилд.
През 2013 година Стоктън става най-големият американски град дотогава, който е обявил фалит.

## География
Стоктън е разположен на около 96 км (60 мили) на изток от Района на Сан Франциско и на около 72 км (45 мили) на юг от Сакраменто – столицата на Калифорния.

## История
Стоктън е основан през 1849 г. и е получил статут на град на 23 юли 1850 г.

## Побратимени градове
- Парма (Италия)